# Distretti del Belize

I sei distretti del Belize.

I distretti del Belize sono 6 e sono la suddivisione di primo livello del Paese. Essi comprendono a loro volta 2 cities-città (sing. city), 7 towns-città (sing. town) e 190 villages-villaggi (sing. village).

## Lista
| N. | Localizzazione | Distretto   | Capoluogo        | Popolazione (2015) | Superficie (km2) |
| -- | -------------- | ----------- | ---------------- | ------------------ | ---------------- |
| 1  |                | Belize      | Belize           | 110 644            | 4 310            |
| 2  |                | Cayo        | San Ignacio      | 87 876             | 5 200            |
| 3  |                | Corozal     | Corozal Town     | 45 530             | 1 860            |
| 4  |                | Orange Walk | Orange Walk Town | 49 466             | 4 600            |
| 5  |                | Stann Creek | Dangriga         | 39 865             | 2 550            |
| 6  |                | Toledo      | Punta Gorda      | 34 928             | 4 410            |